# Formuła arkusza kalkulacyjnego
Formuła arkusza kalkulacyjnego – polecenie wpisywane w komórkę arkusza kalkulacyjnego, służące do obliczeń matematycznych. Polecenie takie realizuje pewną funkcję, której argumentami są wartości we wskazanych komórkach, bądź stałe. W komórce nie widzimy formuły, tylko jej wynik (który jest dynamicznie zmieniany, w zależności od wartości komórek-parametrów). Formuły są obsługiwane przez wszystkie arkusze kalkulacyjne.

## Budowa
Formuła zaczyna się od znaku równości (w przeciwnym wypadku będzie traktowana jako wartość tekstowa). Następnie następuje nazwa formuły (funkcji), a po nazwie, w nawiasach podaje się parametry.
W formule mogą znajdować się:
- liczby
- adresy komórek (wtedy podstawiana jest ich wartość)
- operatory matematyczne
- funkcje
- nawiasy